# Barrington Tops nationalpark
Barrington Tops nationalpark är en nationalpark i Australien.   Den ligger i delstaten New South Wales, i den östra delen av landet, 400 kilometer nordost om huvudstaden Canberra. Barrington Tops National Park ligger 1 196 meter över havet.
I omgivningarna runt Barrington Tops nationalpark växer i huvudsak städsegrön lövskog.